# João Filipe
João Filipe Rabelo da Costa e Silva, (Rio de Janeiro, 11 de junho de 1988), é um ex-futebolista brasileiro que atuava como volante, zagueiro e lateral.

## Carreira
João Filipe começou a carreira atuando pelo Sendas, passou ainda pelo Mesquita antes de chegar ao Figueirense, onde apareceu para o futebol com boas atuações que ajudaram a equipe a ascender à primeira divisão do Campeonato Brasileiro de Futebol de 2010.
Após suas boas atuações pela equipe catarinense, Flamengo e Botafogo manifestaram interesse pelo zagueiro, que acabou acertando com o último até 2015.

### São Paulo
Em agosto de 2011, sem chances no Botafogo e o São Paulo precisando de zagueiros, João Filipe foi emprestado ao São Paulo até o final daquele ano. Após suas boas atuações, o São Paulo o contratou em definitivo por 5 anos.
João Filipe era titular com o técnico Adílson Batista, com a chegada de Emerson Leão continuou na equipe titular, no entanto acabou perdendo espaço para o também zagueiro Xandão. Com a chegada de Ney Franco e Rafael Tolói ao time, João Filipe perdeu de vez o espaço no time do São Paulo. Encostado no clube paulistano, o jogador chegou a ser oferecido numa negociação não aceita pelos ponte-pretanos que visava levar ao Morumbi o zagueiro Cléber e o lateral Cicinho.
No dia 10 de maio de 2013, foi afastado pelo São Paulo, junto com outros 6 jogadores após a eliminação do Tricolor na Copa Libertadores.

### Náutico
Após ser afastado, acertou seu empréstimo com o Náutico até o fim da temporada de 2013.
No dia 26 de maio, estreou pelo Náutico em partida contra o Cruzeiro, jogou bem, tendo boas atuações no clube pernambucano, João Filipe foi titular absoluto e de boa importância para o Timbu. Sua última partida pelo Náutico foi no dia 2 de novembro de 2013 na derrota para o Atlético-MG por 5x0. Em 2014 retornou para o São Paulo onde vinha treinando afastado e não fazia parte dos planos da comissão técnica.

### Avaí
Em 22 de julho de 2014, após praticamente 9 meses sem atuar e treinando separadamente no São Paulo, foi contratado pelo Avaí com contrato até o final do ano.

## Estatísticas
Até 2 de Novembro de 2013
| Clube             | Temporada         | Campeonato Nacional | Campeonato Nacional | Copa Nacional | Copa Nacional | Competição Internacional¹ | Competição Internacional¹ | Outros Torneios² | Outros Torneios² | Total | Total |
| Clube             | Temporada         | Jogos               | Gols                | Jogos         | Gols          | Jogos                     | Gols                      | Jogos            | Gols             | Jogos | Gols  |
| ----------------- | ----------------- | ------------------- | ------------------- | ------------- | ------------- | ------------------------- | ------------------------- | ---------------- | ---------------- | ----- | ----- |
| Botafogo          | 2011              | 1                   | 0                   | 2             | 0             | 0                         | 0                         | 12               | 1                | 15    | 1     |
| Botafogo          | Total             | 1                   | 0                   | 2             | 0             | 0                         | 0                         | 12               | 1                | 15    | 1     |
| São Paulo         | 2011              | 18                  | 0                   | 0             | 0             | 4                         | 0                         | 0                | 0                | 22    | 0     |
| São Paulo         | 2012              | 12                  | 0                   | 2             | 0             | 1                         | 0                         | 7                | 0                | 22    | 0     |
| São Paulo         | 2013              | 0                   | 0                   | 0             | 0             | 0                         | 0                         | 2                | 0                | 2     | 0     |
| São Paulo         | Total             | 30                  | 0                   | 2             | 0             | 5                         | 0                         | 9                | 0                | 46    | 0     |
| Náutico           | 2013              | 22                  | 0                   | 0             | 0             | 2                         | 0                         | 0                | 0                | 24    | 0     |
| Náutico           | Total             | 22                  | 0                   | 0             | 0             | 2                         | 0                         | 0                | 0                | 24    | 0     |
| Total na Carreira | Total na Carreira | 51                  | 0                   | 4             | 0             | 7                         | 0                         | 21               | 1                | 85    | 1     |

¹Em competições continentais, incluindo jogos e gols da Copa Sul-Americana.

²Em outros, incluindo jogos e gols pelo Campeonato Estadual.

## Títulos
São Paulo
- Copa Sul-Americana: 2012[6]